# Osvaldo Gerico
Osvaldo Gerico, właśc. Oswaldo de Carvalho (ur. 1 maja 1914 w Rio de Janeiro) – piłkarz brazylijski, występujący podczas kariery na pozycji środkowego obrońcy.

## Kariera klubowa
Karierę piłkarską Osvaldo Gerico zaczął w São Cristóvão FR w 1936 roku i grał w nim do 1937 roku. W 1939 roku przeszedł do lokalnego rywala – CR Flamengo, w którym grał przez 2 lata. Podczas tego okresu Osvaldo Gerico wygrał z Flamengo mistrzostwo stanu Rio de Janeiro – Campeonato Carioca w 1939 roku.
W 1941 roku przeszedł do CR Vasco da Gama, w którym grał do 1943 roku. W 1943 roku przeszedł do SE Palmeiras, w którym grał przez 13 lat. Podczas tego okresu Osvaldo Gerico trzykrotnie wygrał z Palmeiras mistrzostwo stanu São Paulo – Campeonato Paulista w 1944, 1947 i 1950 roku. W 1957 roku zaliczył epizod w CA Ypiranga. W 1958 roku powrócił do Palmeiras, gdzie zakończył karierę.

## Kariera reprezentacyjna
W reprezentacji Brazylii Osvaldo Gerico zadebiutował 14 stycznia 1942 w meczu z reprezentacją Chile podczas Copa América 1942, na którym Brazylia zajęła trzecie miejsce. Na tym turnieju wystąpił w pięciu meczach z Chile, Argentyną, Peru, Urugwajem i Paragwajem.
Mecz z reprezentacją Paragwaju był ostatnim w reprezentacji.